# Karl Josef Romer
Karl Josef Romer (ur. 8 lipca 1932 w Benken) – szwajcarski duchowny rzymskokatolicki, urzędnik Kurii Rzymskiej, w latach 2002-2007 sekretarz Papieskiej Rady ds. Rodziny.

## Życiorys
Święcenia kapłańskie przyjął 22 marca 1958 i został inkardynowany do diecezji Sankt Gallen. Po sześciu latach pracy w charakterze wikariusza wyjechał na misje do Brazylii i rozpoczął pracę w archidiecezji São Salvador da Bahia. Był m.in. profesorem miejscowego instytutu teologicznego oraz uniwersytetu w Rio de Janeiro.
24 października 1975 został prekonizowany biskupem pomocniczym Rio de Janeiro ze stolicą tytularną Columnata. Sakrę biskupią otrzymał 12 grudnia 1975.
13 kwietnia 2002 został mianowany sekretarzem Papieskiej Rady ds. Rodziny.
10 listopada 2007 przeszedł na emeryturę, a jego następcą został ks. Grzegorz Kaszak.